# Drosophila mayaguana
Drosophila mayaguana este o specie de muște din genul Drosophila, familia Drosophilidae, descrisă de Vilela în anul 1983.
Este endemică în Bahamas. Conform Catalogue of Life specia Drosophila mayaguana nu are subspecii cunoscute.